# جاك هولمز (لاعب دوري الرغبي)
جاك هولمز (بالإنجليزية: Jack Holmes)‏ هو لاعب دوري الرغبي أسترالي، ولد في 1904 في Glebe, New South Wales ‏ في أستراليا، وتوفي في 1931 في Burwood, New South Wales ‏ في أستراليا.